# Marinobacter metalliresistant
Marinobacter metalliresistant ist eine Bakterienart. Der Stamm stammt aus einer Hydrothermalquelle in der Tiefsee und toleriert hohe Kupferkonzentrationen. Hydrothermale Tiefsee-Felder sind eine Quelle für Schwermetalle wie Kupfer, Zink, Vanadium und Uran.  Das Bakterium hat spezielle adaptive Mechanismen entwickelt, um in dieser extremen, metallbelasteten Umgebung zu überleben.

## Merkmale
Die Zellen von Marinobacter metalliresistant sind stäbchenförmig, etwa 0,6 μm breit und 2,0–3,0 μm lang.
Es ist durch polare Flagellen beweglich. Endosporen werden nicht gebildet.

## Stoffwechsel und Wachstum
Die Art Marinobacter metalliresistant benötigt organische Stoffe für das Wachstum, es ist obligat chemoorganoheterotroph. Sie kann sowohl unter aeroben Bedingungen, als auch fakultativ anaerob, also unter Ausschluss von Sauerstoff, wachsen.
Für das Wachstum nutzt es Hefeextrakt, Pepton, diverse Zucker und organische Säuren. Unter anaeroben Bedingungen wird von dem Bakterium Nitrat zu Nitrit reduziert, um hiermit Energie zu gewinnen (Nitratatmung). Auch Nitrit kann zu Stickstoff (N2) reduziert werden.
Es toleriert Temperaturen von 4 °C bis 45 °C, mit einem Optimum um 28 °C. Da es niedrige Temperaturen von bis zu 4 °C toleriert, kann man es als psychotroph bezeichnen.
Marinobacter metalliresistant zeigt Wachstum bei pH-Werten von 5 bis 8, optimales Wachstum zeigt es bei neutralen Bedingungen (pH 7).
Die Anpassungsfähigkeit an Salz (Natriumchlorid-Konzentrationen) liegt bei 0 bis 15 %, optimale Werte liegen ca. bei 3–4 % NaCl. Im Vergleich liegt der Salzgehalt im Meer bei 3,5 %, Marinobacter metalliresistant toleriert hier also relativ hohe NaCl-Werte.
Unter Kupferstress wird eine erhöhte Produktion von Extrazellulären polymeren Substanzen (EPS) beobachtet. Diese extrazellulären Polymere, bestehend aus Polysacchariden und Proteinen, binden Kupferionen und reduzieren somit die toxische Wirkung des Metalls.

## Genetik
Die genomische Analyse des Stamms Marinobacter metalliresistant sp. nov. CuT 6T ergab ein einzelnes, zirkuläres Chromosom von ca. 4,41 Megabasenpaaren. Es sind rund 1.897 protein-codierende Gene vorhanden und der GC-Gehalt liegt bei 57,6 %.
Es wurden mehrere Gene, die für die Resistenz gegen Kupfer verantwortlich sind, gefunden. So wurden mehrfache Kopien des copA-Gens sowie das Vorhandensein weiterer Gene wie copB, cusAB und czcA, die für den aktiven Transport bzw. den Ausstoß von Kupferionen verantwortlich sind, festgestellt. Das CopA gilt als typisches Gen für kupfertolerante Mikroorganismen, das hauptsächlich Kupferionen-Abgabe-Reaktionen in Mikroorganismen vermittelt. Diese genetischen Merkmale bilden die Grundlage für die extrem hohe Kupferresistenz der isolierten Bakterien und weisen auf komplexe adaptive Strategien in einer stark metallbelasteten Umwelt hin.

## Ökologie
Anpassungsfähige Alpha- und Gammaproteobakterien wurden wiederholt aus einem breiten Spektrum von Umweltbedingungen in hydrothermalen Plumes, schwefelhaltigen Umgebungen und zugehörigen Böden isoliert.
Marinobacter metalliresistant wurde in einem hydrothermalen Ökosystem der Tiefsee in ungefähr 2.900 Meter Tiefe gefunden, das sich durch extrem hohe Konzentrationen von Schwermetallen auszeichnet. Der Kupfergehalt kann in solchen hydrothermalen Gebieten hohe Werte von 141.15 bis zu 551.58 mg/kg erreichen. Der durchschnittliche Kupfergehalt im Boden beträgt hingegen nur 9 μg pro g (9 mg/kg). Seine Ökologie ist durch bemerkenswerte Anpassungen an diese Bedingungen gekennzeichnet, es kann bis zu 8 Millimol Kupfer, Cu(II), tolerieren. Dies entspricht 508.400 mg/kg.
Des Weiteren verträgt der Stamm CuT 6 von Marinobacter metalliresistant 2 Millimol Cobalt, Co (II), 3 Millimol Zink, Zn (II), und 0,3 Millimol Quecksilber, Hg (II). Dies sind ebenfalls hohe Werte, so beträgt bei Cobalt die von der Weltgesundheitsorganisation (WHO) empfohlene Menge im Trinkwasser 0,07 mg/L (also 0,00119 Millimol).

## Systematik
Die Art Marinobacter metalliresistant ist eng mit Marinobacter guineae and M. profundi verwandt. Sie wurde im Jahr 2024 zuerst beschrieben. Die Gattung Marinobacter zählt zur Familie Alteromonadaceae innerhalb der Gammaproteobacteria.

## Genutzte Literatur
- Tong Yu, Meng Qin, Zongze Shao, Yuemei Zhao, Xiang Zeng: Isolation of highly copper-resistant bacteria from deep-sea hydrothermal fields and description of a novel species Marinobacter metalliresistant sp. nov. In: Frontiers in Microbiology. Band 15, 21. August 2024, ISSN 1664-302X, doi:10.3389/fmicb.2024.1390451, PMID 39234539, PMC 11371751 (freier Volltext) – (frontiersin.org [abgerufen am 12. März 2025]).